# 哈维洛克·艾利斯
亨利·哈维洛克·艾利斯（旧译“霭理士”，1859年2月2日—1939年7月8日），英国医生、作家、性心理学家和研究人类性行为的社会改革者。

## 生平
1859年，亨利·哈维洛克·艾利斯出生于英国伦敦南面的小城克羅伊登。父亲爱德华·佩平·艾利斯是位海员，母亲是苏珊娜·玛丽·惠特利也是海员之女。因此，他年仅七岁就随父亲漂洋过海，先后到过澳大利亚悉尼、秘鲁卡亞俄、比利时安特卫普。回国之后，分别在温布尔登和米查姆读书。
1875年，艾利斯再次随父亲前往澳大利亚。到达悉尼不久，他就成为一所私立小学的教师。因经验不足，他被学校解聘，转做家庭教师。一年后又在新南威尔士格拉夫顿（Grafton）的一所语法学校找到职位。
艾利斯曾在其自傳《我的一生》(My Life)中寫到，他的朋友对于他是性学专家这件事觉得很可笑，因为他长期受到阳痿的困扰。直到60岁时，他才发现他可以在看到女人小便时勃起。

## 著作
- 《新精神》（The New Spirit），1890年
- 《男人和女人》（Man and Woman: A Study of Secondary and Tertiary Sexual Characteristics），1894年，1929年修订
- 《性心理学》（Psychology of Sex），1933年

## 优生学
艾利斯是优生学说的支持者。